# 4. мјешовити противоклопни артиљеријски пук
4. мјешовити противоклопни артиљеријски пук је била јединица Војске Републике Српске у саставу Сарајевско-романијског корпуса. 

## Историјат
Исто као и 4. мјешовити артиљеријски пук и 4. мјешовити противоклопни артиљеријски пук био је јединица 4. Корпуса ЈНА, само што је његова мирнодопска локација била у Високом. Због неуспјеле мобилизације
и реалне опасности да муслиманске паравојне формације овладају касарном у Високом и узму сву инфраструктуру, средства и опрему 4. мпоап Команда 4. КЈНА је крајем априла мјесеца 1992. године наредила дислокацију ове јединице у Мокро, у општини Пале, на територију гдје је власт била у српским рукама. За Командно мјесто пука и распоред приштапских јединица одређен је објекат ЗОИМЕРЦ-а у Мокром.
Након одласка јединица ЈНА у СРЈ у пуку је, као уосталом и у свим другим јединицама 4. КЈНА, остао мали број официра, подофицира и војника по уговору који су били родом са простора БиХ. Након добијања наредбе о формирању СРК и овај пук је формиран од остатка људства и материјално-техничких средстава 4. мпоап 4. КЈНА и укључивањем цјелокупног Мокранског одреда, који је раније мобилисан у организацији Општинског штаба ТО Пале. Након овако извршене попуне пук је посјео противоклопни положај-1 у рејону: Град - Борија - Дебело брдо, сјеверно око 500 м до 1 км од магистралног пута Сарајево - Мокро - Соколац и даље. Испред ПОП-1, на потезу од Лапишнице (Табаково гувно) до Зечије главе, пук је као борбено обезбјеђење ангажовао једну пјешадијску чету из Мокранског одреда коју није уврстио у друге пуковске јединице. Поред свог Основног ПОП-1 пук је издвојио један ојачани стрељачки вод, са одјељењем минобацачима 82 мм и упутио их у рејон Госине, у састав Прачанског
пјешадијског батаљона. Исто тако, од почетка 1993. године до почетка операције "Лукавац 93" почетком јула мјесеца, у рејону Младица, у рејону одбране Касиндолског пјешадијског батаљона 1. сарајевске механизоване бригаде, пук је ангажовао, једну мјешовиту минобацачку јединицу јачине око два минобацачка вода. Такође, један против-оклопни вод из састава 4. мпоап ангажован је око годину дана у рејону Милића, у Дринском корпусу. Када су јединице СРК изводиле нападне операције пук је редовно формирао привремени састав за противоклопну борбу, а било је случајева када су из ове јединице ангажовани мањи борбени дијелови и упућивани у састав неке веће јединице, чисто као пјешадијска јединица. Као и 4. мап и овај пук је имао идентичне проблеме у смислу попуне обученим људством, нарочито на командним дужностима командира противоклопног вода и командира противоклопне батерије, као и послужилаца на сложенијим артиљеријским средствима.
Обука ових кадрова организована је у сопственој режији и исто као у 4. мап није била на потребном нивоу. Као уосталом и све друге приштапске јединице и јединице подршке СРК ни овај пук никада није достигао ни приближно предвиђено бројно стање. За вријеме постојања 4. мјешовитог противоклопног артиљеријског пука СРК дужност команданта пука обављали су:
• Потпуковник Јован Бартула и
• Мајор Саво Симић.
У току Одбрамбено-отаџбинског рата пук је имао једанаест погинулих бораца.